# Atari LOGO
L'Atari LOGO è una variante del linguaggio di programmazione Logo scritto per gli home computer della famiglia Atari a 8 bit.
Il linguaggio fu sviluppato dalla canadese Logo Computer Systems, Inc. (LCSI), con sede in Quebec. La medesima azienda aveva scritto l'interprete Logo per gli home computer Apple, ed è per questo motivo che le due versioni mantengono tra di loro una stretta compatibilità.
L'Atari LOGO comprendeva anche comandi che supportavano le caratteristiche grafiche e sonore degli Atari a 8 bit.
Tra le sue caratteristiche peculiari si possono ricordare la presenza di quattro "tartarughe" per disegnare, rappresentate sullo schermo come vere tartarughe e non come triangoli; inoltre, la forma della tartarughe era ridisegnabile ed era implementata la gestione delle collisioni tra le tartarughe.
Il pacchetto software era disponibile su cartuccia da 16 KB di ROM ed includeva il manuale ed un tutorial.